# プリンター

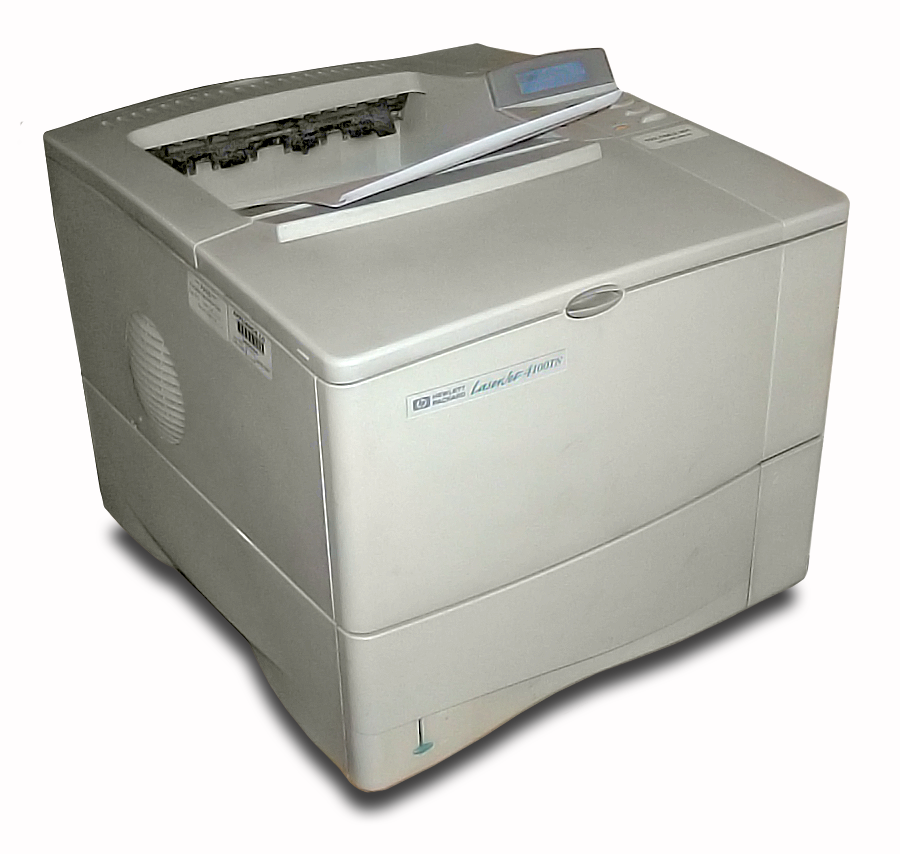
1980年代後半から普及したオフィス用レーザープリンターの一例
ヒューレットパッカード社「HP LaserJet 4100TN」

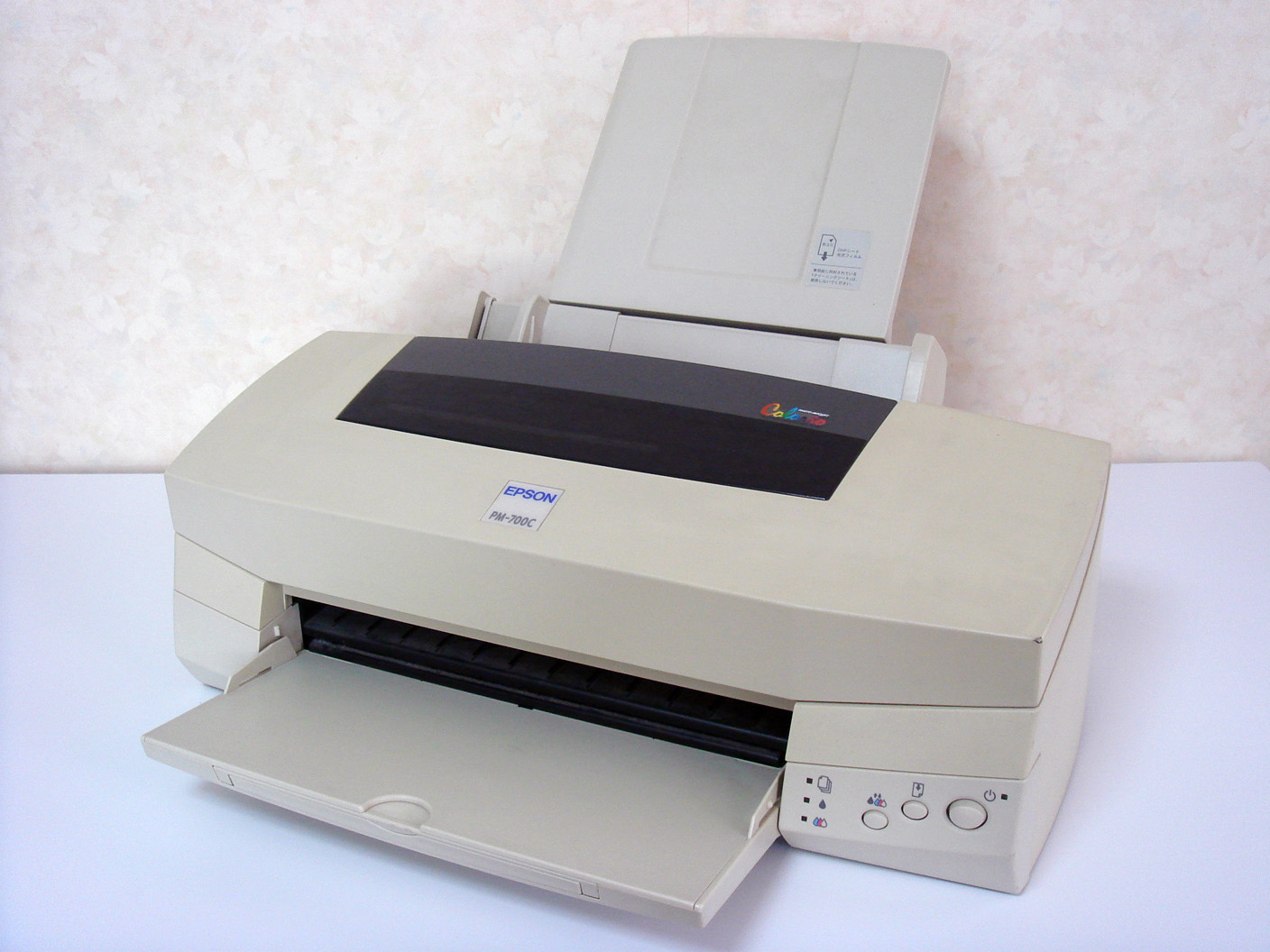
1990年代の家庭向けインクジェットプリンターの一例
エプソン「PM-700C」
1996年11月発売

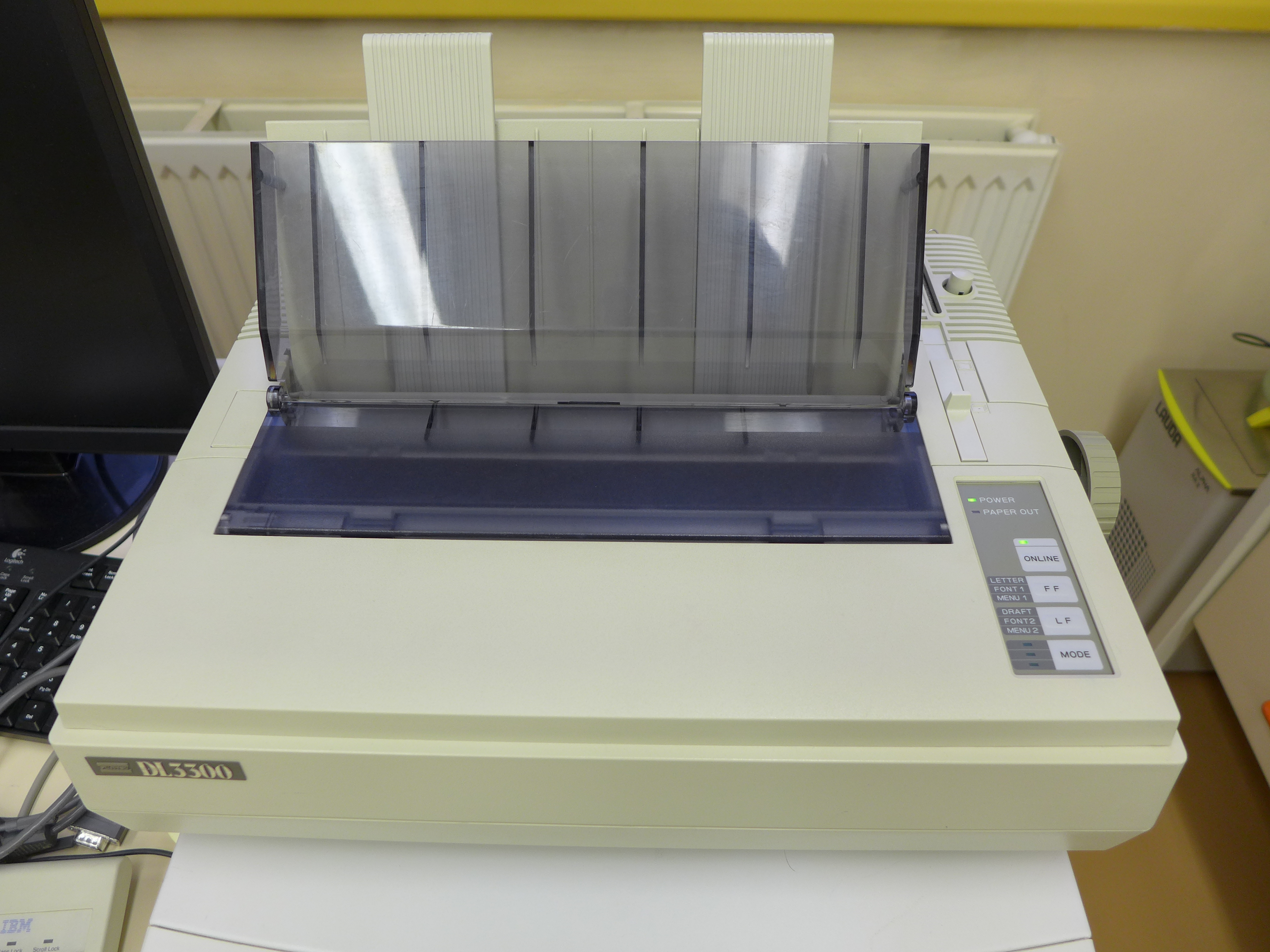
ドットインパクト式プリンタの一例
富士通「DL3300」

プリンター（英: printer）とは、印刷用の機械の総称である。印刷機（いんさつき）などの名称でも呼ばれる。
本項では特に、コンピュータからの情報出力に用いる周辺機器としてのプリンターについて説明する。その他の印刷機械については、印刷機を参照。

## 概要
プリンターは、コンピュータやワードプロセッサなどからの情報出力装置として使用される。時代や用途に応じて多種多様な方式がある。
コンピュータが登場するまでは、通信にはテレタイプが使われていた。1946年にENIACがペンシルベニア大学で制作された。演算結果を出力する必要が生じ、1947年にテレタイプを原型とした活字方式のコンピュータ用プリンターが登場し、米軍でも使用されるようになった。
1950年代から1970年代までは、活字プリンターやIBMのセレクトリックプリンター（下記）、グラフや図形を描きたい場合はプロッタなどが主に用いられていた。1970年代から1980年代半ばまでは、活字方式よりも多種類の文字を印字できるドットインパクトプリンターが主流となった。この時期のドットインパクト方式のプリンターは作動音が大きく、プリンタをまるごと覆う防音ケースなども販売されていた。また熱転写方式（感熱紙）を用いるサーマルプリンターも普及した。
1980年代半ばからは、企業向けにゼロックス社の複写機と同じ原理で細部まで印字され、音も静かなレーザープリンターが普及した。
1990年頃からインクジェットプリンターが台頭した。家庭向けには十分な性能で比較的安価であったため普及し、年賀状やグリーティングカードの印刷などに使われるようになった。当初は印字の品質や速度が低かったため企業向けとしてはさほど普及しなかったが、その後は技術の向上によりそうした欠点は改善され、2008年頃にはパソコン用プリンター出荷台数の3分の2をインクジェットプリンターが占めるまでになった。
2000年代初頭には、企業向けにはレーザープリンター、家庭向けおよび小規模オフィスではインクジェットプリンター、と棲み分けられる傾向が強まった。その後は個人向けの安価なレーザープリンターも普及した。またインクジェットプリンターは急速に低価格化が進み、2005年頃からはコピーやファクシミリ機能が搭載された複合機タイプが主流となった。
企業向けレーザープリンターは、モノクロ単機能タイプ（超高速大量印刷用や超安価印刷用など）から高機能複合機タイプまで用途に合わせた様々なタイプが販売されており、また伝票印刷ではドットインパクトプリンターも根強い需要がある。

## 印字方式による区分

### 活字プリンター

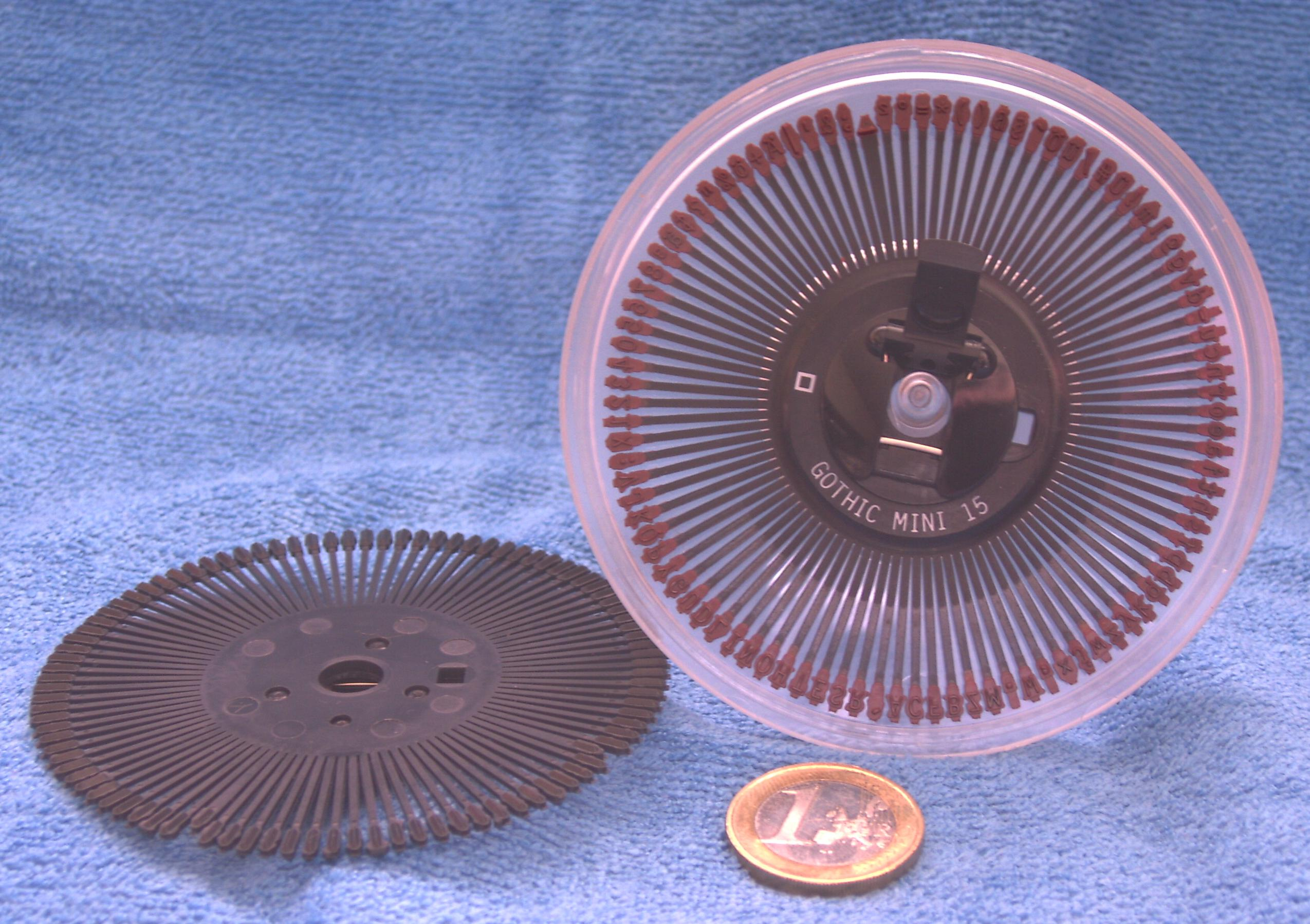
デイジーホイール
先端に活字が植えられている。

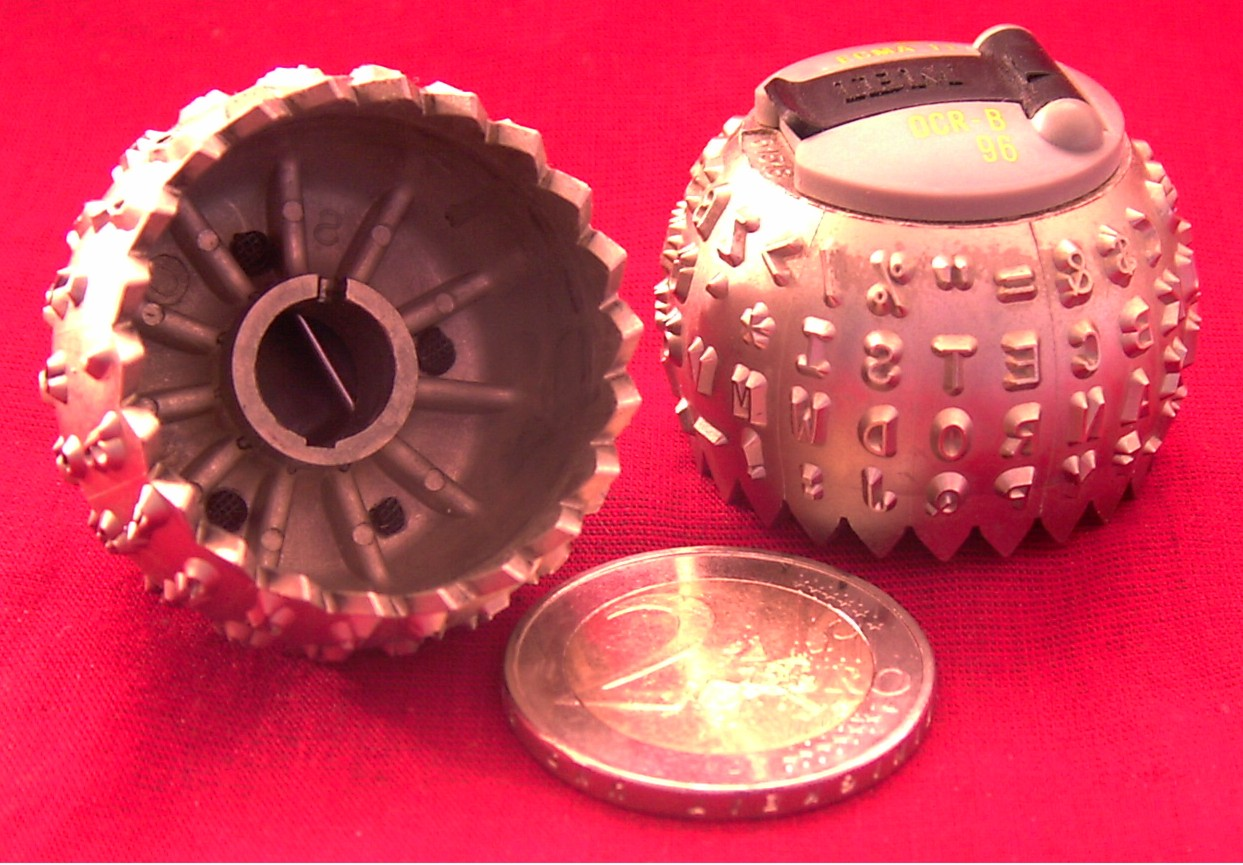
球面に活字を刻んだ「IBMセレクトリックタイプライタ方式」の活字セットの球。フォントなどの変更は違った球体セットを付け替えて行われた。通称ゴルフボールとも呼ばれた。
2ユーロ硬貨は大きさの比較として置いたもの。

タイプライターのように、文字ごとの字母の活字を紙に打ち付ける方式である。一般的なタイプライター同様の腕の先端に活字を植えたものや、球面に活字を植えた「IBMセレクトリックタイプライタ方式」と呼ばれるもの、円盤に放射状に活字の植えられた腕を配置したデイジーホイールプリンター、活字を環状一列にしたベルト状のもの、円柱形のASR-33など各種の方式がある。英数字のみの文書、プログラムリストの印刷などに用いられた時期があるが、印字音が大きいという欠点があり、他のプリンターの印字品質の向上と共に使われなくなった。方式にもよるが多くの場合、活字群のセットの英数字にさらにカタカナを加えると文字数が多くなり収まらず、日本語のひらがな、カタカナさらに漢字の印字はドットインパクト方式の出現を待たなければならなかった。

#### 活字プリンタの歴史
活字プリンターの歴史は古く第二次大戦前からモールス符号を一旦鑽孔テープに採りそれを紙テープに印字するものから、テレックス通信（5単位ボー符号）での印刷電信としては既に第二次大戦前の1921年頃のMorkrum、テレタイプ、シーメンス、ホイートストンなどからテープ式、ページ式活字プリンターが作られた。特に1930年からのテレタイプ社製15型機はタイプバー式ページ印刷方式のもので、第二次大戦中に米軍が使用し、約20万台製造された。15型と併用された1925年からの14型機は鑽孔テープに印字もするもので 自動テープ送信のため使用され、両者が合体したものが1942年からのASR-19である（占領下GHQで最初に見られたのは1949年）。その後1951年に信頼性の高い28型機 (ASR、KSR、RO) が出現し、日本でも新聞社や放送局や商社で数台から十数台が24時間新聞電報を打ち出していた。
7単位ASCII符号を用いる1963年頃に出現したASR-33がテレタイプ社から出てからは、5単位ボー符号機は印字文字の種類の少なさから次第に使われなくなり、ASR-32とKSR-32が5単位符号機としては最後のものとされた。ASR-33はプラスチックカバーで覆われるなど、金属カバーの重厚な5単位ボー符号28型機と比較して劣るとされたが、ASCII符号のページプリンターとしては以後標準的存在であった。

### プロッタ

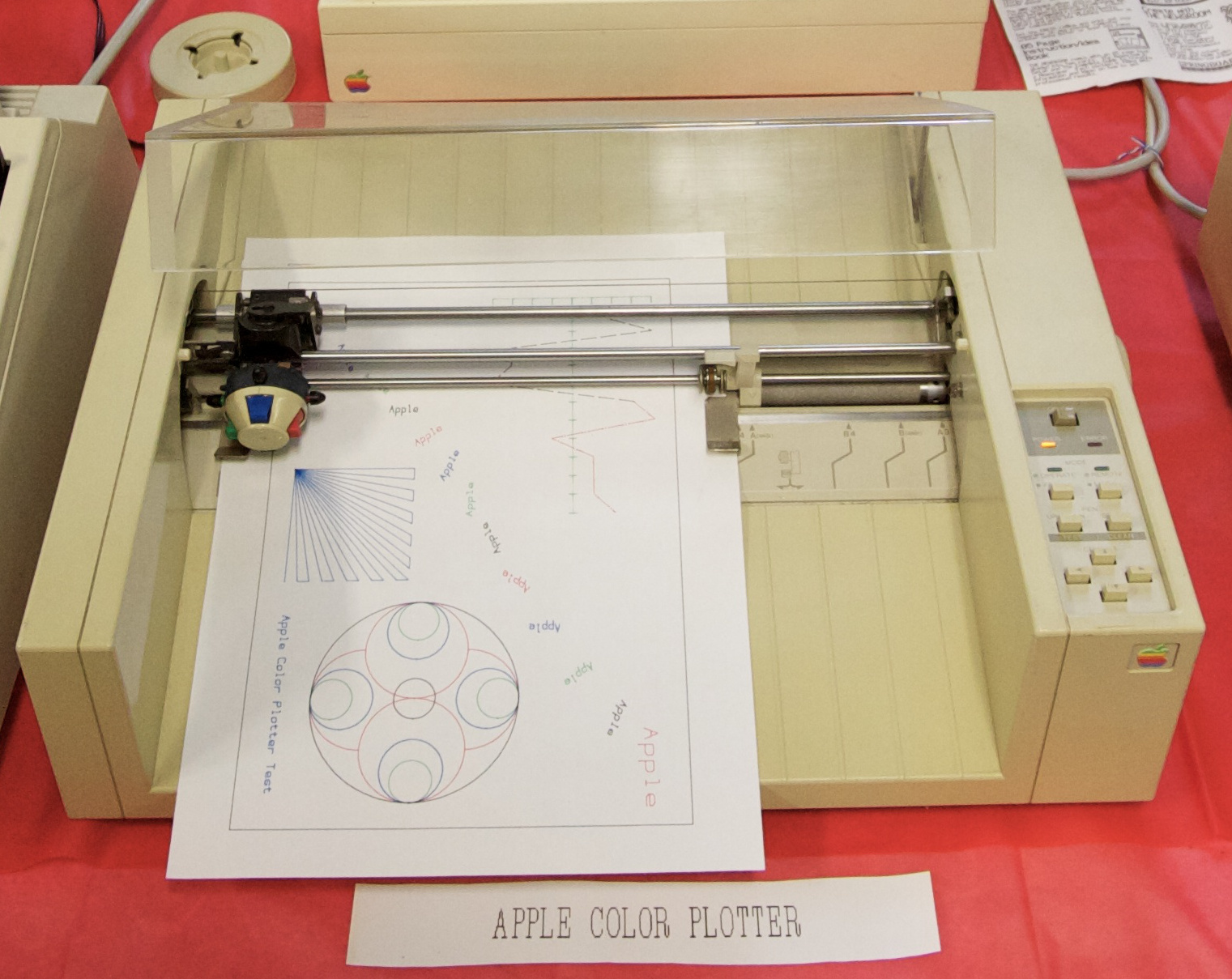
プロッターの一例。Apple 410 Color Plotterとその出力結果。

プロッタあるいはプロッター（英: plotter）は、点や線を描くことを目的とした装置である。プロッタ内部で、点や線を描くべき位置を具体的にXとYの座標を算出しつつ描くため「X-Yプロッタ」とも言う。グラフや簡単な線状図形を描くのに用いられてきた歴史があり、設計図を描くためにも盛んに用いられてきた。当初は様々な制御方式があったが、次第にHP-GLのような図形処理言語を用いて制御するようになった。
プロッタ以外には活字プリンターやドットマトリクスプリンタしかなかった時代には、プロッタは綺麗な線を描画できるほとんど唯一の機器であり、図面出力用機器の標準として使用されていたが、1990年代後半頃からは次第に大型インクジェットプリンターなどに置き換えられ、現在では特殊な用途以外は使われなくなっている。
描画にボールペンやインクペン、シャープペンシルなどを記録紙に相対的に移動して作図するものを「ペンプロッタ」と呼び、ペンを使わずラスター描画するものを「ペンレスプロッタ」と呼ぶ。
ペンプロッタには、記録紙を平らな台に固定し、ペンを縦横に移動する「フラットベッド型」の他に、両端に連続穴の開いた記録紙をスプロケットの付いたドラムで移動する「ドラム型」、記録紙を上下からローラーに挟み、摩擦で移動する「ペーパームービング型」といった形式がある。いずれもペンを上下させながら記録紙に対して物理的に相対移動して作図するので、時間がかかる、動作音が大きい、使用するペンの種類によってはペン先が磨耗して線幅が安定しない、といった欠点があった。
ペンレスプロッタには、「インクジェットプロッタ」、「感熱式プロッタ」、「静電プロッタ」、「レーザープロッタ」、「LEDプロッタ」がある。ペンレスプロッタは、ペンプロッタの置き換え用として開発されてきたが、印刷機構的には通常のプリンターと全く同じであり、HP-GLなどペンプロッタと共通の制御コマンドを使用できることによって通常のプリンターとの差別化がされていた。Windowsの普及やプリンタードライバの進歩によって、図面出力において制御コマンドを意識する必要がなくなり、ペンレスプロッタという分類自体ほぼ消滅した。
なお、プロッタの基本構造はそのままに、ペンの部分をカッター（刃物）に置き換えた、「カッティングプロッタ」がある。カッティングプロッタは「印刷機」というよりもむしろ「加工機」に分類される機械であり、主にカッティングシート等を切り抜くことを目的として用いられ、看板や自動車やバイクのボディーに貼る文字や図形の作成や、衣料用型紙の作成など、業務用分野で今も盛んに使用されている。またメイカームーブメントが盛り上がるとともに、DIYや自作のための道具、シート状のものを加工するための道具として、3Dプリンタと同様に2010年代に個人にも再注目されるようになった。

### 熱転写方式
テープに塗布されたインクを熱によって対象物に転写する方式で、主に熱溶融形と昇華型とに大別される。

#### 熱溶融形
テープに塗布されたインクを熱で融かし、紙などの対象物に転写する。一般家庭にパーソナルコンピュータが入り始めた時代には安価な家庭用プリンターとして使われた。その後、ワープロ専用機、小型ファクシミリ (FAX)、ラベルプリンター、航空チケット印刷などに使われている。また。デカールの印刷によく使われる。
日本では、マルスシステムによる切符類や（国内）航空システムにおけるチケット発行プリンターに長らく使用されていたが、前者は2色感熱紙の開発および低コスト化、後者はシステムの省スペース・省コスト化などの理由から感熱式に移行されてつつある。
顔料インクを用いるため、耐水性および耐候性に優れるが、カラー印刷の場合色の数だけ同じ手順を繰り返す必要があり色数が増す毎に印刷に要する時間が長くなり、複数回の紙送りを繰り返すため色ズレが発生しやすいという短所がある。インクリボンを装着せずに感熱式プリンターとして感熱紙に印刷できるものもある。
インクリボンを使うタイプでは、インクリボンに印刷した内容が残るため、印刷した証拠（ジャーナル）として活用できる反面、情報漏洩の原因になることもある。

#### 昇華型
インクに熱を加えて昇華させる方式で、熱量を細かく制御することでインク量の調節ができるため、写真に近い画質を得ることが可能である。DTP用や、フォトプリンター、ビデオプリンターがある。原理上染料インクが使われるために熱溶融形よりも耐水性、耐光性において劣るが、近年の昇華型インクにはラミネーションを施すことにより耐水性・耐光性を高めたものが主流となっている。

### 感熱式
加熱で変色する特殊な用紙（感熱紙）に印刷するための装置で、かつてはファクシミリの出力用に感熱ロール紙として広く使われていた。現在でも家庭用FAXやレシートに多いが、耐薬品性に乏しく、また、時間の経過により自然に変色や褪色を起こすという感熱紙の性質のために、長期保存に向かない。
顕色剤を内包した感熱性マイクロカプセルを使用する感熱紙もあり、サーマルヘッドの熱量に応じた濃度の顕色剤を放出し、紫外線でジアゾニウム塩を分解することにより定着する。フルカラーの可能なサーモオートクロームやZINKがある。

### 放電破壊式
導電性の加工を施した専用紙（放電破壊紙）の表層を放電で破壊することで印刷する方式である。

### 光露光加圧定着式
サイカラーが開発した方式で光重合樹脂で出来たマイクロカプセルの内部に顕色剤が入っており、露光することにより硬化し、加圧する事で未露光部の内部の顕色剤が放出され発色する。感光波長の異なる光重合樹脂をYMCにそれぞれ使用することでフルカラーの表示ができる。

### ドットインパクト方式

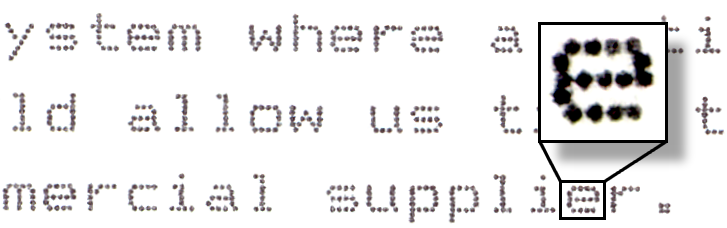
印字の例。多数の点の集まりで、文字を表現。

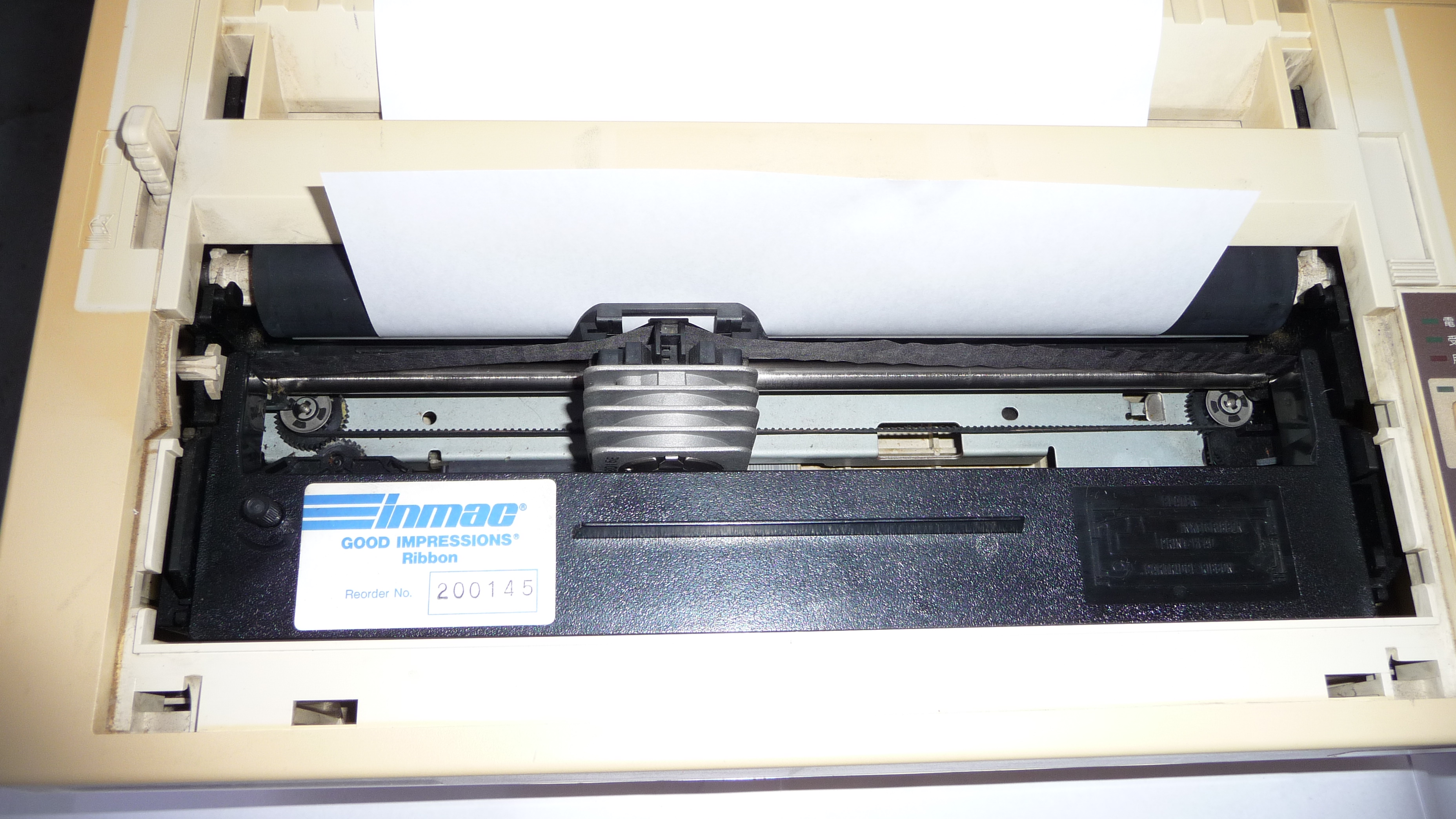
エプソン VP-500プリンター（カバーを外して撮影）

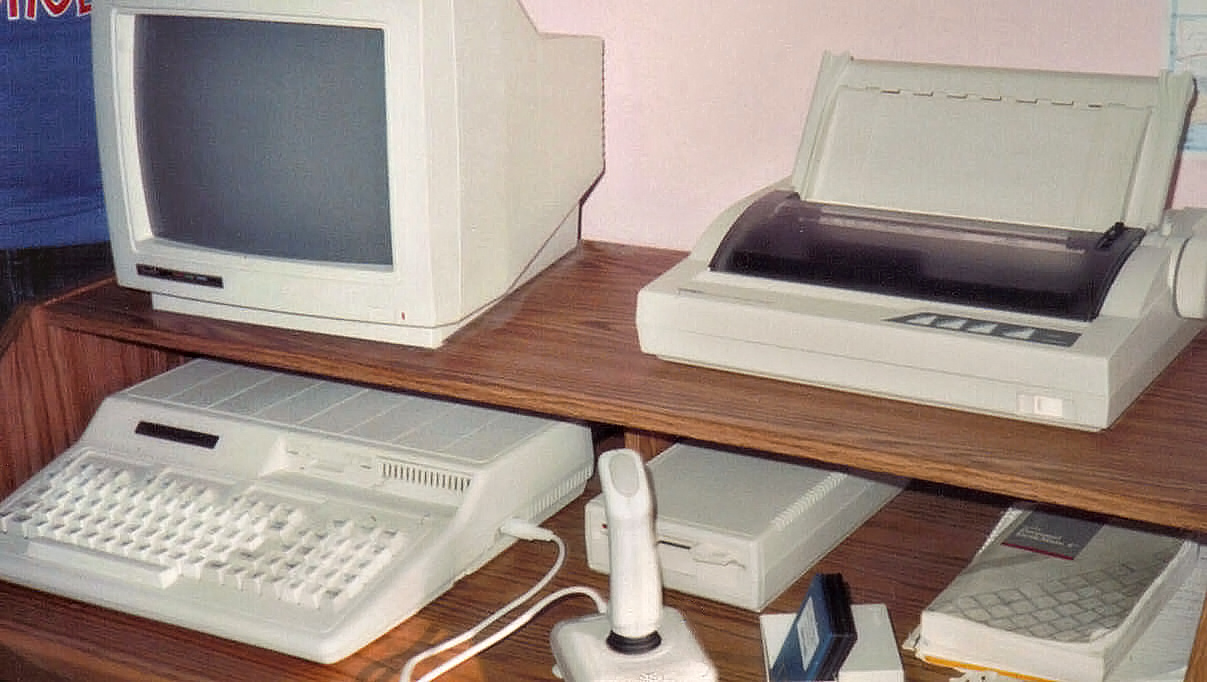
ドットインパクト・プリンターTandy DMP-133（右上）

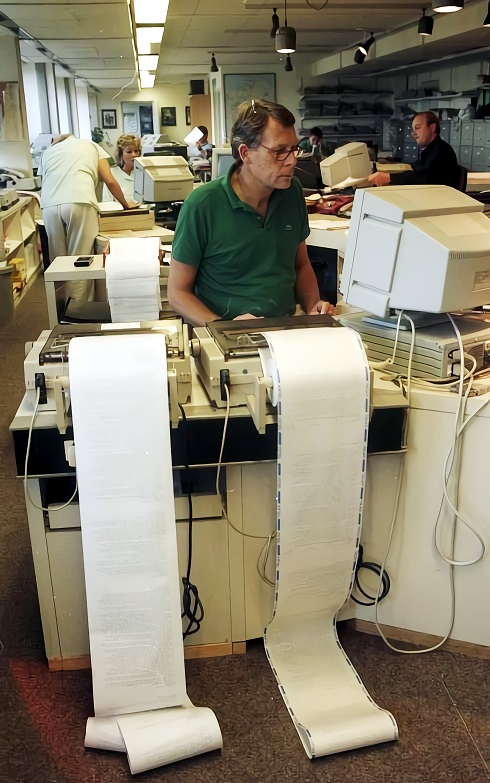
連続用紙を使用したドットプリンタの使用例（ロイター通信（ボン 1988））

縦横に並べたドットに対応する細いピン（＝針状金属）を、紙の上に配置されたインクリボン（＝インクを吸わせた帯）に叩き付けて（インパクトして）印刷する仕組みである。この方式は、複写用紙への重ね印刷が可能なほぼ唯一の方式であり、完全に同一の文章を一度に打ち出すことができる。印字するインクリボンの色を切り替える機構を持つことで多色印字が可能な機種も登場した。
この方式が登場して数十年間ずっと「ドットマトリクス・プリンター」と呼ばれていたが、1990年代にインクジェット方式が登場・普及し、その方式もやはり「点のマトリクス」で文字を表現していたので、「ドットマトリクス」の呼称が正確でなくなり、旧来のインパクト式ドットマトリクス式プリンターを区別して呼ぶため、レトロニムとして「ドットインパクト式プリンタ」「ドットマトリクス・インパクト・プリンタ」などと呼ばれるようになった。
打撃に用いるワイヤピンは、磁気アクチュエータにより高速で駆動される。ワイヤピンは極力平坦な切断面でなければならないため、高出力レーザーによる切断加工が施されている。このプリントヘッドには、釈放型と吸引型がある。
- 吸引型 - 印字する瞬間にワイヤピンが接合されたアクチュエータを電磁石で吸引してワイヤピンを押し出す方式。印字後はアクチュエータの弾性により元の位置に戻る。
- 釈放型 - 印字する瞬間に電磁石に電流を流して、アクチュエータを保持していた磁力を打ち消し、アクチュエータのバネ性でワイヤピンを押し出す方式。小型で安価。
- 水平型 - 小型で8枚まで複写が可能。
- ライン型 - 業務用の大型で高価な機種。

初期のものでは1文字あたり8ピン (48 dpi (dots per inch)、最大では48ピン (360 dpi) 程度のものまであった。PC-8822などの16ピン仕様の製品が登場してからは、漢字の印刷が現実的となった。PC-8801からPC-8822へ漢字の「漢字」という文字の印刷は、BASICコマンドにおいてLPRINT chr$(27)+"K" +chr$(&H34)+chr$(&H41) +chr$(&H3b)+chr$(&H7a) +chr$(27)+"H"<改行>とすることで印刷することができた。現在は24ピン (180 dpi) がほとんどである。
かつては事務用から家庭用まで広く使われた。だがドットを構成するピンを叩きつける構造のため作動音が大きく、高精細化にも限界があり、ほとんどの用途で他の方式（主に家庭用はインクジェットプリンター、業務用はレーザープリンター）に置き換えられた。その後はプリンターとしては、ATMなどでの記帳や複写用紙（ノーカーボン紙等）への重ね印刷に用いられる用途がほとんどである。
しかし、他の方式のプリンターと比較して電力消費が少なく、またこの方式に用いるインクリボンは乾燥に強いという利点がある。そのため待機時間を含めた長時間作動での維持負担が少ないという利点があり、アラーム記録（これは連続紙を利用するという点も大きい）、アナログ式のタイムレコーダーや各種測定器など、時間計測に用いる場合は重宝される。

### 乾式電子写真方式

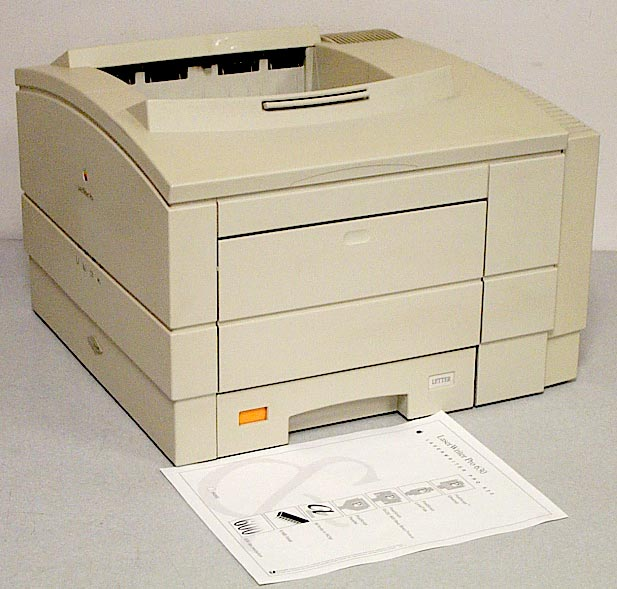
AppleレーザープリンターLaserWriter Pro 630

一般的には「レーザープリンター」として知られる。帯電させた感光体にレーザー光などを照射し顔料粉末（トナー）を付着させ、用紙に転写した上で熱や圧力をかけて定着させる方式であり、これは「静電写真」や「ゼログラフィー」とも呼ばれる。
原理としては乾式の複写機とほぼ同じである。感光体は通常、ドラム状で、この表面を光で走査しつつ回転させ印刷を行う。感光体への書き込み光源としては、レーザー光源だけでなく、発光ダイオード (LED) を用いることも可能であり、この場合には「LEDプリンター」と呼ばれる。
消耗品である感光ドラムの耐久性を、トナーの補充頻度に見合う程度にまで下げ、ドラムとトナーとを一体の部品として交換する方式が主流である。その一方で、ドラムの耐久性を高め、トナー容器のみの交換が可能な設計とすることで運用経費の低減を図る動きも見られる。
用途としては、主に業務用で利用される。業務用の複合機（複写機+プリンター+ファクシミリ+イメージスキャナ）は、この方式が多い。
この方式のプリンターは他の方式と比べて構造が複雑で、部品にもより高い品質が要求されるため、製造コストが高くつく。そのためかつては高価な製品であったが、急速に価格の低廉化が進んでおり、個人用としても普及している。

#### フルカラー印刷
この仕組みによるフルカラー印刷には、タンデム方式と4サイクル方式がある。
- タンデム方式 - ドラムを連装し、一回の手順の中で各色（減法混合の三原色であるシアン（藍）・マゼンタ（紅）・イエロー（黄）に黒を加えたCMYK方式）を順次転写するもので、単色印刷とほぼ同じ時間で印刷物を完成させることができる。
- 4サイクル方式 - 1つのドラム上に各色の現像機を配置し、各単色の転写を繰り返すため、単色印刷に対しおおむね4倍の時間を要する。

### インクジェット方式

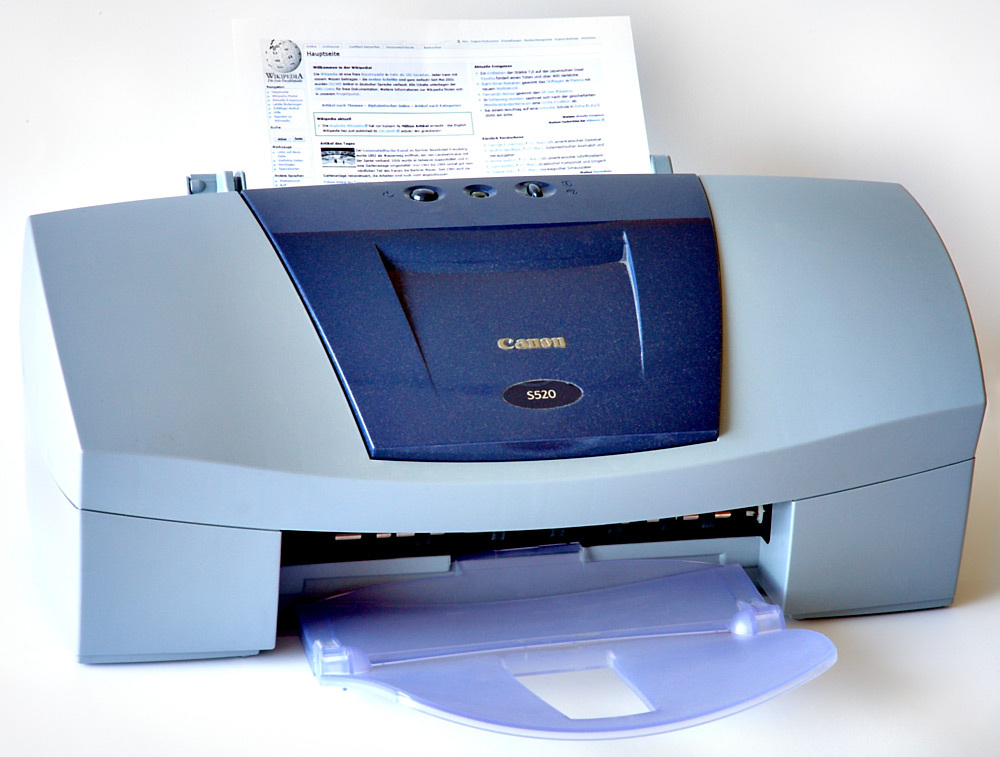
インクジェット・プリンターの例
キヤノン・BJ S520
（共通設計の日本国内向けBJ S500は2001年10月、BJ S530は2002年5月発売）

インクジェット方式とは、主に液状、時に固体のインクを微粒子化し、加圧や加熱などにより微細孔から射出させる方式で、近年、噴射孔の極微細化が著しく、このために高精細な印刷結果が得られるようになっている。また、他の方式と比して多色化が容易で、多いものでは12種類のインキを使用し、微細噴射孔とも相俟って銀塩写真並みの高画質が実現されている。現在の一般家庭向けカラープリンターの主流となっている。
小型のものは、家庭用や小規模なオフィス用として利用される。家庭あるいは小規模なオフィス用の廉価版複合機（複写機+プリンター+ファクシミリ+イメージスキャナ）も、この方式が多い。また、大型のものでは、1,000ミリメートル幅を超える大判用紙への印刷のできるものまであり、XYプロッタからの置き換えや、巨大なグラフィック・アート作成への応用などが進んでいる。
ほとんどの機種で使用するインクは水性インキであり、一般論としては耐水性に乏しい。技術的には染料系、顔料系どちらのインキも可能であるが、全般的には染料系インキが多い。一般的に染料系は演色性に優れ、顔料系は耐光性に優れるといわれるが、近年ではその差は僅かなものとされている。また、顔料系の方が紙表面でインキがにじみにくいので、特にモノクロ印刷では高精細化に向くといわれる。業務用としては、耐候性に優れた溶剤系のインキを使用する機種も存在する。

### 点字プリンター
点字プリンターとは、様々な方式により点字を紙（点字用の専用紙である場合が多い）に出力することができるプリンターのことである。
従来、点字器などを使用して、点字を1文字（6つの点で一組）ずつ紙に作り出していた作業（点字を専用紙に点筆（鉄筆状の器具）で打つ。表に出っ張った点がでる）を、コンピューターを使用することで手軽に点字訳および点字書籍を作れるようになった。具体的には、ワープロで作ったテキスト文を点訳ソフトで変換し、点字プリンターへ出力と言う流れであるが、従来より極めて短時間で紙へ出力できるようになった。
印刷方式は、ハンマードット方式と呼ばれる方式や、特殊インク（印字すると点字の凸の形にインクが膨らむ）を使用するものや、3Dプリンターの技術を応用したものなど様々な方式が有る、一番一般的なハンマードット方式の場合、ドットインパクトプリンターのようにピンで専用用紙を叩いて凸をつけて点字を作る。
また、用紙の種類も連続用紙に点字を打っていくものと、単票ずつ印字していくものがあり、一般には片面印字のみのものが多いが、両面印刷ができるものもあり、両面印字の方式には表頁の行間の裏面に打っていくものと、表面の点字の文字間に裏面の点字が打たれていくものなど、さまざまなものが発売されている。
叩いて打っていく方式のため、印字時の騒音が激しく、防音室や防音ボックスが必要なほどの製品も存在する。

## 印字動作による区分

### シリアルプリンター
1文字の印字指令が来るたびに現在の印字ヘッド位置に印刷する方式。
一般的には、「改行（または復帰改行）指令を受信するまで印字バッファーに蓄積し、行単位で印刷を行うことにより印字を高速化する」#インパクトプリンターを用いた方式。メカニズム的には、「ドットインパクトプリンターやインクジェットプリンターも、シリアルプリンター方式である」と言える。ASR-33など、活字方式プリンターをキーボードと組み合わせた端末で一般的な方式。
技術開発により、
- 「高速印字のための行単位で印刷する方式」（→下記ラインプリンターを参照。）
- 「スペース・タブなどの空白文字に相当する部分を高速で移動する」

などの機能が追加されている。

### ラインプリンター
左右に高速移動するピンを数十個配置し、インパクトにより、同時に多くの文字を印刷する方式。
1行文字数分の印字ヘッドを並列に備え、一回の印字動作で1行分を同時に印字できるインパクトプリンターのことを指す。
印字ヘッドを高速で循環させて適切な字母が、適切な行位置を通過する際にハンマーで叩くことで印字する。ピン全体（ハンマバンクと称される）が左右に移動することにより文字が形成されていく。そのため、毎分数百行の印字が可能である。複写を要する物で、大量に印刷を行う際などに使用される。
字母の数に制限があり、開発当初は事実上ASCII文字とカナ文字程度しか印字できなかった。（もっとも、現在では改良され漢字印刷に耐える機種もある。詳しくは下記「日本語ラインプリンター」を参照。）
印字時に「ガシャガシャ」とハンマー音がする機種が多い。また、この騒音が比較的大きい。これを防ぐため、設計上、装置全体が箱で囲まれたような構造になっていたり、防音カバーを備えているのが一般的。
印刷ヘッドが高速で往復するインクジェットプリンターも、動作の上ではラインプリンターの一種である。

#### 日本語ラインプリンター
ラインプリンターと比較し、漢字が印字できることから「漢字ラインプリンター (KLP) 」とも呼ばれる。

### ページプリンター
ページプリンターは1ページ単位をまとめて印刷するプリンター。一般に乾式コピー技術を用い、光源にレーザーが使われることが多かったため、レーザープリンターと呼ばれている。
連続帳票を用いることができず、単票のみ印刷可能なプリンターは皆ページプリンター方式と呼ばれている。高速で静かな動作音であるが、装置やメンテナンス費用はやや高価。カラーページプリンターもある。
印字速度は、プリンター内部でのイメージ展開の性能に依存する割合が大きい。文字中心であれば短時間で出力されるが、イメージ画像を出力する場合は多くの時間がかかる。値段の高いものではイメージ展開を行うマイコンチップを高性能化して、高速で出力できるようになっている。その他、定着機構の性能も印字速度に影響する。
一般に、高速に印字しようとすると用紙の定着器通過時間が短くなるため、定着器をより高い温度に維持する必要があり、きめ細かな制御が必要となる。

### フィルムプリンター
連続したネガフィルムまたはポジフィルムに直接、レーザー光を当てて印字する物。レーザー光で感光した後は現像作業が必要になる。主に新聞社で使用されている。また、輪転機用の版の作成にも使用される。

## 制御方式
ESC/P (Epson Standard Code for Printers)
1985年頃にセイコーエプソンの開発した制御方式。仕様が公開されたため、他社のプリンターにも採用され、またAXやDOS/Vではプリンターの標準方式となっている。レーザー（ページ）プリンター用として ESC/Page がある。セイコーエプソン製プリンターの「ESC/Pスーパー」では、201PLのエミュレーションモードもある。
LIPS
キヤノンの開発した、レーザープリンターの制御方式。最新バージョンはLIPS Vである。
PostScript
アドビの開発したレーザープリンターの制御方式。マッキントッシュやLinuxの標準方式であるが、アドビとのライセンス料の関係からか、この方式のプリンターは非常に高価（数十万 - 100万円以上）である。そのため、リコーなどによる互換方式も広く使われている。
Windows Printing System (WPS)
マイクロソフトが開発した制御方式で、印刷イメージ展開などの主な処理をWindowsの機能を用いてパソコン側で行うことで、プリンターの製造コストを下げようとしたもの。Windows 95の全盛期であった1996年 - 1997年頃に発売された低価格のレーザープリンターに多く採用されたが、マイクロソフトとのライセンスの関係などで短命に終わり、また後継OSのWindows 2000やXP、Vistaではドライバの提供などのサポートが中止された。
HP-GL (Hewlett Packard Graphics Language)
ヒューレット・パッカード社が開発したプロッタの制御言語（方式）。
201PL
日本電気 (NEC) PC-9800シリーズ用純正プリンター「PC-PR201」「PC-PR101」シリーズ用の制御方式。セイコーエプソンの「ESC/Pスーパー」や、1990年代までに製造された各社レーザープリンターの多くがこの201PL互換モードを持っている。NECの純正プリンターには、「PC-PR」シリーズとは別に「NMシリーズ」もあった。ちなみに、PC-9800シリーズでは動作しないWindows XPでも、標準で「PC-PR201」「PC-PR101」「NM」シリーズ用のドライバが収録されているため、USB変換やプリントサーバで認識できれば利用可能である。
他の方式はコマンドを組み合わせることにより相互に互いをエミュレートできるのに対して、201PLは印刷文字幅に応じてヘッド移動速度が変化するという特性があり（さらに印刷中に文字幅が変わるとライトマージンが変更前、レフトマージンが変更後という非常に扱いづらい境界値にヘッドが移動する）、201PLではいったん最大解像度であらかじめレンダリングした物を出力するか、文字幅に応じて分割して出力しなければならない。この制約が存在することが逆に201PL方式の延命をもたらし、他のシリアルプリンター方式が衰退した現在でも実装されている。

## 接続方式
ユニバーサル・シリアル・バス (USB)、セントロニクス仕様（IEEE 1284 - パラレルポート）、シリアルポート (RS-232C, RS-422)、GP-IB、IEEE 1394などがある。従来はパラレルポートや、マッキントッシュではRS-422が主に使われていたが、現在はUSB接続が主流。最近は一部メーカーでは無線LANに対応した機種も存在する。
ただし業務用（オフィス環境）では、内蔵プリントサーバ機能によるネットワーク接続（TCP/IPなど）が主流となっており、共有プリンター以外でのローカル接続（PCとプリンターを1:1で直結させる方法）はあまり見られない。
また単純なネットワーク接続（TCP/IP接続）ではなく、共有プリンター形式での接続も多く用いられる。これを行うことにより、プリンターを接続したサーバPCに各種OSのドライバを一括して保持させることが可能になる。クライアントとなる他のPCはサーバPCが保持しているドライバをインストールでき、個々のPCにドライバCDを渡す必要がなくなる。つまり、ドライバ管理が非常に容易になるという利点がある。

## 主なメーカー
- セイコーエプソン (EPSON)
- キヤノン (CANON)
- ヒューレット・パッカード (HP)
- ブラザー工業 (brother)
- リコー (RICOH)
- コニカミノルタ (Konica Minolta)
- 京セラドキュメントソリューションズ
- 富士フイルムビジネスイノベーション (FUJIFILM Business Innovation)
- カシオ計算機 (CASIO)
- 沖データ (OKI)
- JBアドバンスト・テクノロジー　JBAT。旧アプティ(APTi)
- 富士フイルム
- レックスマーク (Lexmark)
- 理想科学工業 (RISO)
- 日立製作所
- 日本電気
- シーメンス
- 富士通
- アルプスアルパイン
- 三菱電機
- 神鋼電機
- 武藤工業 (MUTOH)
- ローランド ディー. ジー. (RolandDG)
- 桂川電機 (KIP)
- セイコーアイ・インフォテック (SIIT)
- ミマキエンジニアリング (Mimaki)
- ジェテック
- グラフテック
- RICOH/IBM Info Print Solitions Company (IPS)
- オセ (Océ)
- スター精密